# Jacques de Vitry
Pour les articles homonymes, voir Vitry.
Jacques de Vitry (en latin Jacobus de Vitriaco), né entre 1160 et 1170 dans la région de Reims et mort le 1er mai 1240 à Rome, était un historien et auteur spirituel, confesseur de Marie d'Oignies, prédicateur populaire, et évêque de Saint-Jean-d'Acre. Il fut nommé cardinal-évêque de Tusculum en 1228.

## Biographie

### Jeunesse et formation
Vitry fait de bonnes études universitaires à Paris où il devient magister. Avant même d’être prêtre, il est chargé de la cure d’Argenteuil. Cependant, attiré par la réputation de Marie d’Oignies, béguine et mystique vivant à Oignies, dans le comté de Namur, Vitry lui rend visite en 1208.

### Relation avec Marie d’Oignies
Profondément impressionné, il reste à Oignies. Il devient le confesseur et guide spirituel de la béguine. Celle-ci le convainc d’entrer chez les chanoines de Saint-Augustin qui ont un monastère à Oignies. Vitry est ordonné prêtre en 1210, à Paris.
Une relation d’amitié spirituelle se crée entre les deux. Vitry a une compréhension  profonde de la vie mystique, même s’il parait parfois crédule lorsqu’il parle des merveilles de Dieu et des grâces reçues par Marie d’Oignies. Il écrit : « Les hommes du monde ne s’étonnent pas quand quelqu’un crie de douleur ;  mais ils se scandalisent lorsque quelqu’un clame la joie qui déborde de son cœur ». Et encore : « les larmes spirituelles n’affaiblissent pas la tête mais réchauffent l’intelligence, adoucissent l’âme, nourrissent le corps et réjouissent toute la cité de Dieu ». Cette relation marque toute la vie et la spiritualité de Jacques de Vitry.
Marie d’Oignies meurt en 1213. Trois ans plus tard Vitry en écrit une Vie de la bienheureuse Marie d’Oignies, qui est plutôt une « histoire d’une âme », fondée sur des réminiscences personnelles. Cet émouvant récit (précédé d’un prologue sur le « milieu mystique liégeois ») reste l’œuvre principale de Vitry.

### Prédicateur populaire
Rien ne le retient à Oignies après la mort de la sainte. Il accepte de prêcher la croisade contre les albigeois d’abord dans le diocèse de Liège, puis son succès le porte à rayonner davantage en France et en Allemagne. Il recrute pour la cinquième croisade dirigée par le roi André II de Hongrie.

### Évêque de Saint-Jean-d'Acre
En 1216, Vitry est nommé évêque de Saint-Jean-d'Acre en Terre Sainte. Il est ordonné évêque à Pérouse par le pape Honorius III. Arrivé en Palestine il y déploie une grande activité aux côtés des croisés dans la campagne d’Égypte et la capture de Damiette (1218). Lorsque la 5e croisade tourne à l’échec, Vitry revient en Europe, et particulièrement dans le diocèse de Liège. Il donne sa démission au pape en 1226 : elle est acceptée. 
Vitry fonctionne dès lors comme ‘évêque auxiliaire’ de Liège, aidant le prince-évêque Hugues de Pierrepont dans ses tâches pastorales, et l’accompagnant spirituellement au moment de la mort (12 avril 1229).  

### Cardinal-évêque de Tusculum

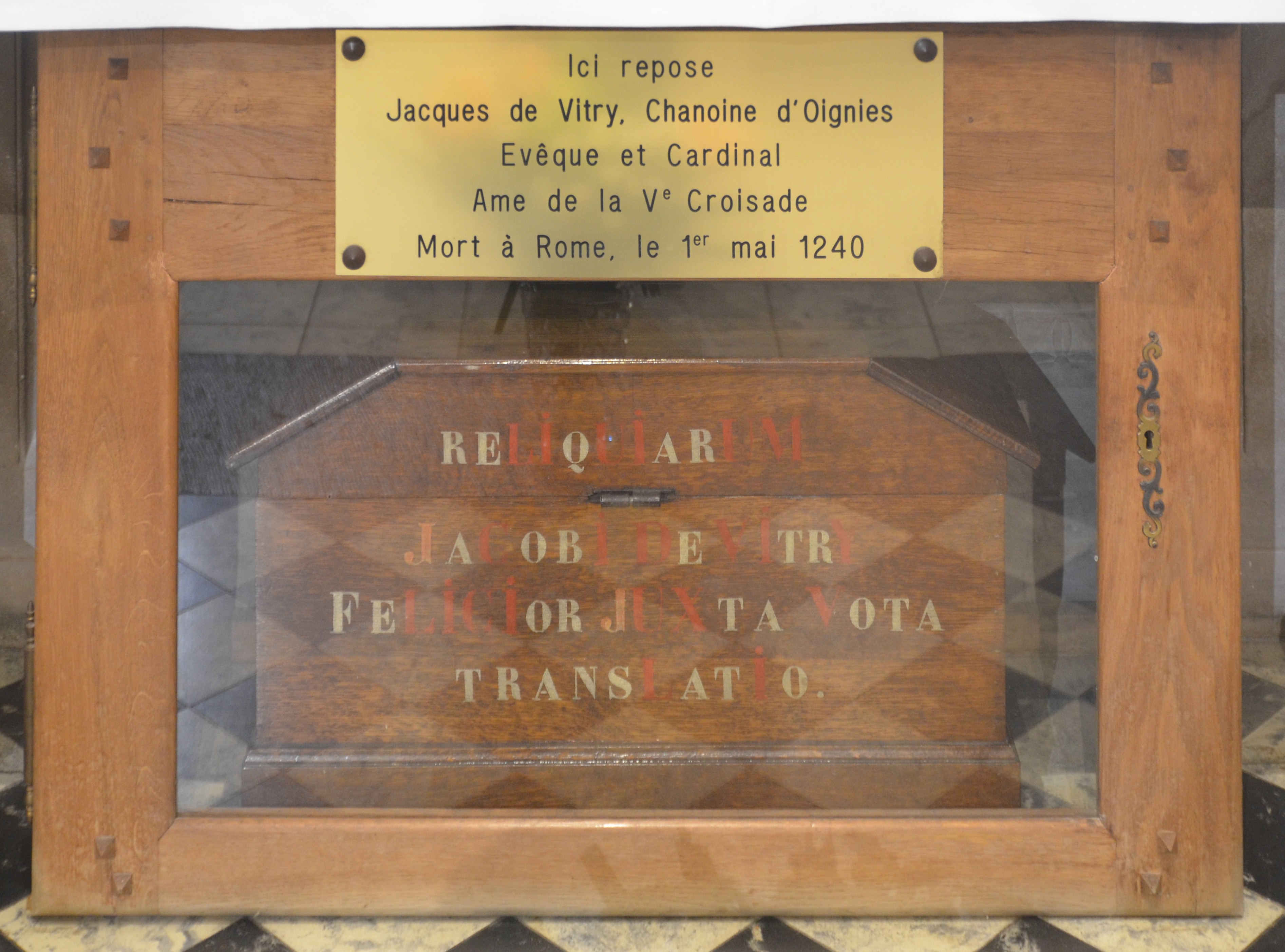
Reliquaire de Jacques de Vitry dans l'église Sainte-Marie-d'Oignies à Oignies.

En décembre 1228, le pape Grégoire IX nomme Jacques de Vitry cardinal-évêque de Tusculum (ou Frascati), un des diocèses suburbains de Rome. Entre 1229 et 1239, il accomplit plusieurs missions diplomatiques comme légat pontifical en France (contre les albigeois) et en Palestine). En 1240, Jacques de Vitry est doyen du Collège des cardinaux.
À la suite de la mort du patriarche latin de Jérusalem Gérold de Lausanne en 1238 ou 1239, les chanoines de l'église de Jérusalem élisent Jacques comme le nouveau patriarche. Jacques étant également mort selon la réponse du pape datée le 14 mai 1240, Grégoire IX nomme à sa place Robert de Nantes.
Jacques de Vitry meurt le 1er mai 1240, à Rome. Suivant sa volonté son corps est ramené à Oignies pour y être enterré près du tombeau de sainte Marie d'Oignies.

### Œuvres
- Sermones vulgares vel ad status (1230-1240) I, édi. J. Longère (Corpus Christianorum. Continuatio Mediaevalis, n° 255), Turnhout: Brepols Publishers, 2013  (ISBN 978-2-503-54532-5)
- Vita B.Mariae Oigniacensis, publiée dans les Acta Sanctorum (23 juin). Trad. : Vie de Marie d'Oignies, Actes Sud, coll. "Babel", 1999, 173 p.
- Une Historia orientalis et occidentalis : histoire sainte (jusqu’aux croisades) et description de la terre sainte, suivie (second volume) d’un tableau, plutôt noir, de l’Occident. Édition de Douai, 1597 en ligne.
- Historia Hierosolymitana, publiée dans, Régine Pernoud, Un guide du pèlerin en Terre-Sainte au XVe siècle, Mantes, 1940. Recension sur Persée.
- Lettres de Jacques de Vitry, 1160/1170-1240, évêque de Saint-Jean-d'Acre, édi. Robert Burchard Constantijn Huygens, E. J. Brill, 1960, 166 p. Des lettres qui sont d’intéressants rapports sur la croisade.
- De nombreux sermons (Sermones de sanctis).
- Histoire orientale. Historia orientalis, Brepols, 2008, 549 p. ;
- Histoire de l'Orient et des croisades pour Jérusalem, Paléo, 2013
- Histoire occidentale, trad. G. Duchet-Suchaux, Cerf, coll. "Sagesses chrétiennes", 1997, 357 p.
- Histoire des croisades, avec intro. et notes de Guizot (1825), Hachette Livre BNF, 2012, 418 p.

### Études
- Jean Donnadieu, Jacques de Vitry (1175/1180-1240). Entre l'Orient et l'Occident. L'évêque aux trois visages, Brepols, 2015, 283 p.